# Sibéal Ní Chasaide
Sibéal Ní Chasaide ([ʃɪˈbʲeːl̪ˠ nʲiː ˈxasˠadʲə]), née en 1998, connue sous le nom de Sibéal, est une chanteuse irlandaise née à Ráth Cairn, un Gaeltacht du comté de Meath,. Elle est la nièce du compositeur Patrick Cassidy ,  et est principalement connue pour leur collaboration, en chantant sa version de Mise Éire de Patrick Pearse lors des commémorations officielles de l'Insurrection de 1916,.

## Discographie

### Album
- Sibéal (2019) n ° 6 des albums irlandais[6]

### Albums live
- Sibéal - Live aux studios Abbey Road (2019)[7],[8],[9]

### Chansons
- "The partning glass (2018)[10]
- "Human" (2019)[11]
- Traditionnel: Carrickfergus (arr. Pacey) (2019)[12]
- Fuarú - avec The Cranberries[13] (reprise en langue irlandaise de Linger)